# Piaszczysta
Die Piaszczysta (deutsch: Sandberg) ist ein 784 m hoher Berg im schlesischen Teil des Isergebirges in Polen. Die Piaszczysta liegt im Zackenkamm in der  Gmina Stara Kamienica.

## Beschreibung
Der Gipfel ist vollständig mit Nadelwald bewachsen. Der Berg besteht aus Graniten und Gneisen sowie Quarzen. Ein blau markierter Wanderweg verläuft von Świeradów-Zdrój über den Gipfel nach Rybnica.